# Ikaztegieta
Ikaztegieta è un comune spagnolo di 377 abitanti situato nella comunità autonoma dei Paesi Baschi.